# Ipomoea steerei
Ipomoea steerei ist eine Pflanzenart aus der Gattung der Prunkwinden (Ipomoea) aus der Familie der Windengewächse (Convolvulaceae). Die Art ist in Mexiko und Guatemala verbreitet.

## Beschreibung
Ipomoea steerei ist eine windende, krautige oder halbstrauchartige Kletterpflanze mit relativ groben Stängeln, die einen Durchmesser von 3 bis 4 mm haben und dicht feinseidig behaart sind. Die Internodien haben eine Länge von 6 bis 15 cm. Die Blattspreiten sind elliptisch bis elliptisch-eiförmig, nach vorn abgestumpft, an der Basis etwas keilförmig. Sie werden von meist vier bis sechs Seitenadern durchzogen. Die Blattunterseite ist dicht seidig mit anliegenden Trichomen behaart und mit papillösen Auswüchsen mit klumpiger Behaarung besetzt. Die Oberfläche ist grün, ist aber spärlich mit anliegenden seidigen Trichomen besetzt. Die Blattstiele sind kurz, 0,8 bis 1,5 cm lang und seidig behaart.
Die Blütenstände sind wenig- bis vielblütige (selten auch einblütige) Dichasien, die sowohl kürzer als auch länger als die sie umgebenden Laubblätter sein und insgesamt etwa 20 cm lang werden können, meist jedoch kürzer sind. Die Blütenstandsstiele sind 1 bis 6 cm lang und fein behaart; die Blütenstiele sind meist um 2 cm lang und an der Spitze verdickt. Der Kelch ist lederig und etwa 1 cm lang und unbehaart. Die Kelchblätter sind ungleich, die äußeren sind nahezu kreisförmig oder eiförmig und an der Spitze gerundet, sie erreichen eine Länge von 5 bis 8 mm; die inneren sind nahezu kreisförmig oder eiförmig, an der Spitze abgestumpft oder eingebuchtet und schraubig, sie sind etwa 10 mm lang. Die Krone ist rot oder karminrot, schmal glockenförmig, außen unbehaart und 5 bis 6 cm lang. Die Kronlappen sind flach und gerundet. Die Staubblätter setzen nahe der Basis der Krone an und reichen bis fast zu ihrer Spitze. Die Basis der Staubfäden ist bärtig behaart. Der Stempel ist unbehaart und steht auf einem drüsigen Blütenboden. Der Griffel hat eine Länge von etwa 5,5 cm und ist direkt oberhalb des Fruchtknotens eingeschnürt und an dieser Stelle abfallend.
Die Früchte sind breit eiförmige Kapseln, die mit der verdickten, beständigen Basis des Griffels besetzt sind und insgesamt eine Länge von etwa 1,5 cm aufweisen. Die Samen sind schwarz, etwa 5 mm lang.

## Verbreitung
Die Art ist vorrangig in Mexiko verbreitet, aus Guatemala ist sie nur durch wenige Aufsammlungen bekannt, kommt aber auch in Honduras vor.